# Wit-Rusland op de Europese kampioenschappen atletiek 2010
Wit-Rusland werd vertegenwoordigd door 42 atleten op de Europese kampioenschappen atletiek 2010.

## Deelnemers
| Onderdeel            | Mannen                                         | Vrouwen                                                          |
| -------------------- | ---------------------------------------------- | ---------------------------------------------------------------- |
| 100m                 |                                                | Alena Neumiarzhitskaya Joelija Nestsjarenka Yulia Nebmerzhickaya |
| 200m                 |                                                | Alena Neumiarzhitskaya Alena Kievič                              |
| 800m                 | Anis Ananenko                                  | Svetlana Ucovič                                                  |
| 1500m                |                                                | Natalya Koreyvo                                                  |
| 5000m                |                                                | Volha Krautsova                                                  |
| 10000m               | Stepan Rogovčov                                | Svetlana Kudelič                                                 |
| 100m horden          |                                                | Alina Talay Jekaterina Polavskaya                                |
| 110m horden          | Maksim Lynsha                                  |                                                                  |
| Polsstokhoogspringen |                                                | Anastacya Shvedova                                               |
| Verspringen          |                                                | Anastacya Mirončne                                               |
| Hink-stap-springen   | Sergej Ivanov Dmitrij Plotničkij               | Kseniya Denuk Natallia Vatkina                                   |
| Kogelstoten          | Andrej Michnevitsj Pavel Lyzhyn                | Nadzeja Astaptsjoek Natallja Michnevitsj Janina Koroltsjik       |
| Discuswerpen         | Dmitrij Cyvakov                                |                                                                  |
| Hamerslingeren       | Pavel Kryvitski Yury Shayunou Valerij Cvjatoho | Darya Pchelnik Volha Tsander                                     |
| Speerwerpen          | Vladimir Kozlov                                |                                                                  |
| Zevenkamp            |                                                | Yana Maksimova                                                   |
| Tienkamp             | Andrej Krawtsjanka Eduard Mihai                |                                                                  |
| 20km snelwandelen    | Denis Simanovič                                | Alina Matvejuk Anastacya Yatsevič                                |
| 4x100m               |                                                | (team onbekend)                                                  |
| 4x400m               |                                                | (team onbekend)                                                  |

## Resultaten

### 100m vrouwen
- Alena Neumiarzhitskaya
  - Reeksen:11,63(NQ)
- Joelija Nestsjarenka
  - Reeksen: 11,58 (NQ)
- Yulia Nebmerzhickaya
  - Reeksen: 11,55 (NQ)

### 110m horden mannen
- Maksim Lynsha
  - Reeksen: 10de in 13,65 (SB) (q)
  - Halve finale: 9de in 13,68 (NQ)

### 100m horden vrouwen
- Alina Talay
  - Reeksen: 11de in 13,17 (Q)
  - Halve finale: gediskwalificeerd
- Jekaterina Polavskaya
  - Reeksen: 13de in 13,19 (q)
  - Halve finale: 12de in 13,14 (SB) (NQ)

### 200m vrouwen
- Alena Neumiarzhitskaya
  - Reeksen: 18de met 23,82 (NQ)

### 800m

#### Mannen
- Anis Ananenko
  - Reeksen: 4de in 1.49,29(q)
  - Halve finale: 9de in 1.48,41 (NQ)

#### Vrouwen
- Svetlana Ucovič
  - Ronde 1: 2:02.74

### 1500m vrouwen
- Natalya Koreyvo
  - Reeksen:13de in 4.06,89 (NQ)

### 3000m steeple vrouwen
- Volha Tsander
- Kwalificatie: 62,69m (NQ)
- Daryia Pchelnik
  - Kwalificatie: geen geldige worp

### 10000m

#### Mannen
- Stsiapan Rahautsou: 16de in 29:40.19

#### Vrouwen
- Svetlana Kudelič: 10de in 33.31,33

### 20km snelwandelen vrouwen
- Alina Matvejuk: opgave
- Anastacya Yatsevič: 14de in 1:36.59

### 4x100m vrouwen
- Reeksen: 5de in 43,69 (Q)
- Finale: 5de in 43,18

### 4x400m vrouwen
- Reeksen: 6de in 3.29,27 (q)
- Finale: 7de in 3.28,74

### Kogelstoten

#### Mannen
- Andrej Michnevitsj
  - Kwalificatie: 4de met 20,35m (Q)
  - Finale:  met 21,01m
- Pavel Lyzhyn
  - Kwalificatie: 1ste met 20,42m (Q)
  - Finale: 7de met 20,11m

#### Vrouwen
- Natallja Michnevitsj
  - Kwalificatie: 18,46m (Q)
  - Finale:  19,53m
- Janina Koroltsjik
  - Kwalificatie: 17,68m (Q)
  - Finale: 19,29m (4de)
- Nadzeja Astaptsjoek
  - Kwalificatie: 18,44m (Q)
  - Finale: 20,48m

### Hamerslingeren

#### Mannen
- Valerij Cvjatoho
  - Kwalificatie: 74,66 (q)
- Pavel Kryvitski
  - Kwalificatie: 72,68m (NQ)
- Yury Shayunou
  - Kwalificatie: 71,10 (NQ)

#### Vrouwen
- Volha Tsander
  - Kwalificatie: 62,69m (NQ)
- Daryia Pchelnik
  - Kwalificatie: geen geldige worp

### Verspringen vrouwen
- Nastassia Mironchyk
  - Kwalificatie: 6,66m (Q)
  - Finale: 6de met 6,75m

### Hink-stap-springen
- Sergej Ivanou
  - Kwalificatie: 16,66m (NQ)
- Dmitrij Plotničkij
  - Kwalificatie: 15,95m (NQ)

### Vrouwen
- Kseniya Denuk
  - Kwalificatie: 16de met 14,01m (NQ)
- Natallia Vatkina
  - Kwalificatie: 8ste met 14,30m (Q)
  - Finale: 9de met 13,94m

### Speerwerpen mannen
- Vladimir Kozlov
  - Reeksen: 14de met 76,29m (NQ)

### Polstokspringen vrouwen
- Anastacya Shvedova
  - Finale: 4de met 4,65m (NR)

### Discuswerpen mannen
- Dmitrij Cyvakov
  - Kwalificatie: 27ste met 58,53m (NQ)

### Zevenkamp
- Yana Maksimova
  - 100m horden: 14,40 (SB) (923ptn)
  - Hoogspringen: 1,83m (1016ptn)
  - Kogelstoten: 13,10m (734ptn)
  - 200m: 26,03 (795ptn)
  - Verspringen: 5,61m (732ptn)
  - Speerwerpen: 41,29m (692ptn)
  - 800m: 2.11,29 (PB) (946ptn)
  - Eindklassement: 18de met 5838ptn

### Tienkamp
- Andrej Krawtsjanka
  - 100m: 11,26 (804ptn)
  - Verspringen: 7,76m (1000ptn)
  - Kogelstoten: 14,32m (748ptn)
  - Hoogspringen: 2,10m (896ptn)
  - 400m:49,01 (SB) (861ptn)
  - 110m horden: 14,21 (948ptn)
  - Discuswerpen: 45,48m (SB) (777ptn)
  - Polsstokspringen: 5,05m (SB) (926ptn)
  - Speerwerpen: 58,05m (709ptn)
  - 1500m: 4.36,66 (SB) (701ptn)
  - EINDKLASSEMENT:  met 8370ptn (SB)

- Eduard Mihai
  - 100m: 10,84 (SB) (897 ptn)
  - Verspringen: 7,47m (927ptn)
  - Kogelstoten: 13,34m (688ptn)
  - Hoogspringen: 1,92m (731ptn)
  - 400m: 48,09 (PB) (905ptn)
  - 110m horden: 14,37 (PB) (927ptn)
  - Discuswerpen: 45,04m (PB) (768ptn)
  - Polsstokspringen: 4,65m (PB) (804ptn)
  - Speerwerpen: 53,39m (SB) (639ptn)
  - 1500m: 4.34,70 (713ptn)
  - EINDKLASSEMENT: 8ste met 7999ptn (=PB)

Albanië · Andorra · Armenië · Azerbeidzjan · België · Bosnië en Herzegovina · Bulgarije · Cyprus · Denemarken · Duitsland · Estland · Finland · Frankrijk · Georgië · Gibraltar · Griekenland · Groot-Brittannië · Hongarije · Ierland · IJsland · Israël · Italië · Kroatië · Letland · Liechtenstein · Litouwen · Luxemburg · Macedonië · Malta · Moldavië · Monaco · Montenegro · Nederland · Noorwegen · Oekraïne · Oostenrijk · Polen · Portugal · Roemenië · Rusland · San Marino · Servië · Slovenië · Slowakije · Spanje · Tsjechië · Turkije · Wit-Rusland · Zweden · Zwitserland